# Adorazione del Bambino di Annalena
L'Adorazione del Bambino di Annalena (Adorazione del Bambino con i santi Gerolamo, Maddalena e Ilarione) è un dipinto tempera su tavola (137x134 cm) dal pittore italiano Filippo Lippi, realizzato all'incirca nel 1453 e conservato nella Galleria degli Uffizi di Firenze.

## Storia
La tavola venne dipinta, secondo la descrizione di Vasari, per il convento di Annalena a Firenze ed è conservata nel museo dal 1919.
Giuseppe Richa, nel XVIII secolo, ricordava l'opera come ancora in loco e scrisse che la figura di sant'Ilarione era un ritratto di Roberto Malatesta, fratello di Annalena, fondatrice del convento. L'ipotesi venne accettata da Milanesi, Crowe e Cavalcaselle, ma rifiutata con decizione da Igino Benvenuto Supino. Più recentemente è stata riaffermata dal Marchini, che stabilisce la data al 1453, quando il convento venne fondato.

## Descrizione e stile
L'iconografia principale è quella della Natività con San Giuseppe, il Bambino Gesù e Maria visibili in primo piano.
La prospettiva profonda fonde assieme gli elementi naturali e le architetture della stalla, distanziando le altre figure della composizione: il bue e l'asino al centro; la Maddalena orante sulla destra; San Girolamo nella sua iconografia classica (un vecchio barbuto) che prega inginocchiato sulla sinistra sullo sfondo di un paesaggio aspro.
Sotto di lui è visibile un monaco: è Sant'Ilarione di Gaza tradizionalmente ricordato come abate, taumaturgo e fondatore di monasteri in Palestina.